# Richard Lyon
Richard Lyon, né le 7 septembre 1939 à San Fernando (Californie) et mort le 8 juillet 2019, est un rameur d'aviron américain. 

## Carrière
Richard Lyon participe aux Jeux olympiques de 1964 à Tokyo et remporte la médaille de bronze avec le quatre sans barreur américain composé de Geoffrey Picard, Theodore Mittet et Ted Nash.